# Усвятье
 Усвятье (пол. Uświacie) — деревня в Смоленской области России, в Дорогобужском районе. Расположена в центральной части области в 12,5 км к западу от Дорогобужа, у автодороги Р134 «Старая Смоленская дорога» Смоленск — Дорогобуж — Вязьма — Зубцов, на левом берегу реки Ужа.
Население — 432 жителя (2007 год).

## История
Известна как минимум с 1621 года (название произошло, видимо, от престола в церкви «Ивана Светого»). Владельцы — Салтыковы, затем Бизюков монастырь. В Отечественную войну 1812 года командующими русскими армиями Барклаем де Толли и Багратионом планировалось дать генеральное сражение у деревни, но после осмотра позиции она была признана неудовлетворительной.
До 5 июня 2017 года деревня была административным центром Усвятского сельского поселения.

## Экономика
Средняя школа, библиотека, медпункт, магазин РАЙПО, ДК, Детский сад, котельная, дойка.

## Достопримечательности
- Три курганных могильника в 0,5 км восточнее деревни.
- Два памятника ВОВ.